# ونوس، کوپید، قباحت و زمان
ونوس، کوپید، قباحت و زمان (انگلیسی: Venus, Cupid, Folly and Time) که همچنین با نام تمثیل زهره یا پیروزی زهره شناخته می‌شود یک نقاشی تمثیلی از هنرمند فلورانسی انجلو برونزینو است که در حال حاضر در گالری ملی لندن نگه‌داری می‌شود.